# Mc Maha
Dominic Patrick da Costa-Maha, mais conhecido como Mc Maha, é um funkeiro nascido em Trinidad e Tobago que inicialmente fez sucesso com seu hit "Harry Poha e a Bruxinha Rabuda". Ele chegou a trabalhar como modelo, ator e cantor de axé music antes de se dedicar ao funk.

## Carreira
Um encontro inesperado com a cantora Ludmilla o inspirou a perseguir o sucesso como músico. Ele saiu do emprego e foi cantar na rua. Depois fez teste para uma banda de axé e foi aprovado como vocalista, mas, fã de funk, foi inserindo o ritmo aos poucos nos trabalhos com o grupo. Nessa época, começou a trabalhar com o produtor Dablio Essi, também conhecido como DJ WS.
O reconhecimento veio ao mesclar a melodia do funk, letras com teor cômico e sexual, e o universo da cultura pop, com músicas cheias de referências a Harry Potter, o Senhor dos Anéis, Game of Thrones e vários animes. Seu canal no YouTube tem mais de 300 mil inscritos, com vários vídeos possuindo milhões de visualizações.  Aliás, seu primeiro grande sucesso, "Harry Poha", chegou a entrar na lista dos 50 mais virais do Spotify.
Em 2017, o cantor assinou com a Play Produtora, parceira de KondZilla, e faz shows pelo Brasil desde então.
Em 2018, foi indicado ao Prêmio Cubo de Ouro na categoria “Melhor Projeto Musical Geek”.
Em 2022, se apresentou na Super-Con em João Pessoa.
Em 2023, participou do Anime Summit, em Brasília; e do Geekland, em Belém.
Em 2024, começa a explorar novos sons ao lançar o single "Eita Saudade", com elementos de afrobeats.